# Шевченко, Пётр Семёнович
Пётр Семёнович Шевче́нко (29 июня (12 июля) 1901 года, Азов, Область Войска Донского — 17 ноября 1976 года, Владимир) — советский военный деятель, генерал-майор (4 июня 1940 года).

## Начальная биография
Пётр Семёнович Шевченко родился 29 июня (12 июля) 1901 года в посёлке Азов области Войска Донского.
Работал на обувной фабрике в Ростове-на-Дону.

## Военная служба

### Гражданская война
В октябре — ноябре 1917 года П. С. Шевченко рядовым бойцом в составе красногвардейского отряда принимал участие в подавлении мятежа под руководством генерала А. М. Каледина в районе Ростова-на-Дону и Нахичевани.
Участник Гражданской войны, 5 апреля 1918 года вступил в Ростовский рабочий полк, в составе которого принимал участие в боевых действиях против войск под командованием генералов Л. Г. Корнилова, П. Н. Краснова и А. И. Деникина в районе Ростова, Батайска, Азова, Екатеринодаром и Армавира. В конце декабря П. С. Шевченко заболел на ст. Минеральные Воды, после чего лечился в госпитале Пятигорска. После занятия города Белой армией в феврале 1919 года остался больным в городе и после выздоровления работал в сапожной мастерской Бунчукова. После отступления белых в феврале 1920 года П. С. Шевченко вступил в формировавшийся 1-й коммунистический отряд особого назначения.
В ноябре 1920 года направлен на учёбу на 12-е Владикавказские пехотные курсы, курсантом которых участвовал в боевых действиях против бандформирований на территории Чечни, Ингушетии и Осетии.

### Межвоенное время
После окончания курсов в марте 1922 года П. С. Шевченко удостоен звания среднего командира РККА и направлен в 107-й стрелковый полк (36-я стрелковая дивизия), дислоцированный в Чите и Даурия, в составе которого служил командиром взвода, помощником командира и командиром роты, порученцем при командире полка. В марте — июне 1925 года был командирован в Томскую пехотную школу, где сдал экстерном экзамен за курс военного училища. В 1926 году, будучи командиром десантной роты при бронепоезде № 15, принимал участие в вооруженном конфликте в районе станции Маньчжурия. С ноября 1926 года П. С. Шевченко учился на курсах «Выстрел», после окончания которых в августе 1927 года вернулся в 107-й стрелковый полк, где назначен на должность командира батальона.
В декабре 1927 года переведён в 78-й стрелковый полк (26-я стрелковая дивизия), дислоцированный в Николаевске-Уссурийском, в составе которого назначен на должность начальника полковой школы. Во время конфликта на КВЖД в 1929 году принимал участие в боевых действиях в районе Пограничной и Санчагоу, при этом полковая школа была сведена в батальон. В мае 1931 года служил на должностях начальника штаба и командира этого полка.
В начале января 1934 года П. С. Шевченко назначен на должность командира и комиссара 118-го стрелкового полка (40-я стрелковая дивизия, ОКДВА), однако в феврале по состоянию здоровья переведён на должность командира 163-го стрелкового полка (55-я стрелковая дивизия, Московский военный округ), дислоцированного в Белгороде. В период с февраля по июнь 1938 года исполнял должность командира этой же 55-й стрелковой дивизии со штабом в Курске, после чего вернулся на прежнюю должность командира 163-м стрелковым полком.
В декабре 1938 года переведён на должность помощника командира 76-й горнострелковой дивизии (Закавказский военный округ) со штабом в Эривани, а в августе 1939 года — на должность командира 122-й стрелковой дивизии (Орловский военный округ) и в сентябре участвовал в ходе похода Красной армии в Западную Белоруссию. В октябре 122-я стрелковая дивизия передислоцирована в район деревни Алакуртти (Северная Карелия), где включена в состав 14-й армии, после чего принимала участие в ходе Советско-финляндской войны. После окончания войны штаб 122-й стрелковой дивизии находился в деревне Кайлара.
В октябре 1940 года генерал-майор П. С. Шевченко направлен на учёбу на Курсы усовершенствования высшего начальствующего состава при Академии Генштаба РККА, после окончания которых в начале мая 1941 года вернулся на должность командира 122-й стрелковой дивизии.

### Великая Отечественная война
С началом войны 122-я стрелковая дивизия вела оборонительные боевые действия в районе Куолоярви — Алакуртти западнее Мурманска.
В конце августа 1941 года генерал-майор П. С. Шевченко назначен на должность командира 42-го стрелкового корпуса, однако в октябре заболел, после чего лечился в госпитале. После излечения в декабре 1941 года назначен на должность командира 213-й стрелковой дивизии (Среднеазиатский военный округ), формировавшейся в городе Каттакурган (Узбекская ССР) и затем выполнявшей задачи по охране советско-афганской государственной границы в районе Керки — Термез. 25 февраля 1943 года дивизия направлена на фронт и в середине марта включена в состав 64-й армии (Воронежский фронт). С конца марта дивизия вела наступательные боевые действия в районе Гремячье по освобождению станцией Крейда, а в апреле — мае занимала оборону по реке Северский Донец в районе Белгорода.
С июня 1943 года генерал-майор П. С. Шевченко лечился в госпитале по болезни и по выздоровлении в августе того же года назначен на должность начальника Сретенского пехотного училища.

### Послевоенная карьера
После окончания войны находился на прежней должности.
В августе 1946 года генерал-майор П. С. Шевченко назначен на должность начальника Владимирского пехотного училища.
В ноябре 1953 направлен на учёбу на Высшие академические курсы при Высшей военной академии имени К. Е. Ворошилова, которые окончил досрочно в мае 1954 года и назначен на должность помощника командующего войсками Белорусского военного округа по вузам, а в июне 1955 года — на ту же должность в Туркестанском военном округе.
Генерал-майор Пётр Семёнович Шевченко 11 февраля 1960 года вышел в запас. Умер 17 ноября 1976 года во Владимире. Похоронен на Центральной аллее кладбища «Байгуши».

## Воинские звания
- Комбриг (26 апреля 1940 года);
- Генерал-майор (4 июня 1940 года).

## Награды
- Два ордена Ленина (21.05.1940, 21.02.1945);
- Три ордена Красного Знамени (16.01.1942, 03.11.1944, 15.11.1950);
- Медали.